# Hanna Pińkowska
Hanna Pińkowska – polska inżynier, dr hab. nauk rolniczych, profesor nadzwyczajny Katedry Technologii Chemicznej Wydziału Inżynierii Produkcji Uniwersytetu Ekonomicznego we Wrocławiu.

## Życiorys
19 października 1994 obroniła pracę doktorską Modyfikacja chemiczna kopolimerów kwasu akrylowego i diwinylobenzenu, 23 czerwca 2015 habilitowała się na podstawie pracy zatytułowanej Konwersja w wodzie w stanie podkrytycznym biomasy rzepakowej do użytecznych biokomponentów i biopaliw. Została zatrudniona na stanowisku adiunkta w Instytucie Chemii i Technologii Żywności na Wydziale Inżynieryjnym i Ekonomicznym Akademii Ekonomicznej im. Oskara Langego we Wrocławiu.
Objęła funkcję profesora nadzwyczajnego w Katedrze Technologii Chemicznej na Wydziale Inżynierii Produkcji Uniwersytetu Ekonomicznego we Wrocławiu.
Była dyrektorem Instytutu Chemii i Technologii Żywności Wydziału Inżynieryjnego i Ekonomicznego  Uniwersytetu Ekonomicznego we Wrocławiu.